# Estadi Gamla Ullevi
|  | No s'ha de confondre amb Estadi Ullevi. |

El Gamla Ullevi és un estadi de futbol de Göteborg, Suècia, inaugurat el 5 d'abril de 2009. L'estadi ocupa l'emplaçament de l'anterior estadi de la ciutat, també anomenat Gamla Ullevi, la construcció del qual datava de 1916. El nou estadi és la seu de tres equips de futbol de la ciutat: el GAIS, l'IFK Göteborg i l'Örgryte IS. També és l'estadi nacional de la selecció femenina de futbol de Suècia. La construcció de l'estadi va estar envoltada de certa controvèrsia sobre el cost del projecte, el presumpte baix nivell de l'estadi acabat, així com el nom del mateix.